# Список умерших в 1971 году
В этой статье представлен список известных людей, умерших в 1971 году.
- См. также: Категория:Умершие в 1971 году

## Январь
- 1 января — Амфилохий Почаевский — православный монах и священнослужитель Польской Православной Церкви, впоследствии Русской.
- 2 января — Аполлинарий Дудко (61) — советский оператор, режиссёр, сценарист.
- 4 января — Николай Ситников — полный кавалер ордена Славы.
- 9 января — Борис Ельяшевич (89) — караимский газзан в Евпаторийской кенассе.
- 10 января — Коко Шанель (87) — знаменитая французская модельерша, дизайнер.
- 13 января — Георгий Зверев (62) — Герой Советского Союза.
- 13 января — Алий Кошев (48) — Герой Советского Союза.
- 13 января — Гейнц Бернард Ламмердинг (65) — немецкий военный деятель. Группенфюрер СС и генерал-лейтенант войск СС.
- 14 января — Леонид Костин (47) — Герой Советского Союза.
- 18 января — Иван Бирюков (57) — советский политический деятель, председатель Исполнительного комитета Горьковского промышленного областного Совета (1962—1964).
- 19 января — Павел Харченко (67) — Герой Советского Союза.
- 19 января — Николай Рубцов (35) — русский советский лирический поэт.
- 21 января — Юлий Марголин (70) — русско-еврейский писатель, публицист, историк и философ, видный деятель сионизма.
- 24 января — Махмут Актуганов (46) — Герой Советского Союза.
- 24 января — Владимир Владомирский (77) — белорусский советский актёр театра и кино, народный артист СССР.
- 24 января — Алексей Голимбиевский (51) — Герой Советского Союза.
- 27 января — Ефим Тягушев (52) — Герой Советского Союза.
- 30 января — Григорий Тутиков — колхозник, директор совхоза «Бауманский». Герой Социалистического Труда.
- 31 января — Виктор Жирмунский (79) — российский лингвист и литературовед, профессор, доктор филологических наук, академик АН СССР.

## Февраль
- 1 февраля — Сергей Бобров (81) — русский поэт, критик, переводчик, математик и стиховед, один из основателей русского футуризма, популяризатор науки.
- 1 февраля — Султан Амет-Хан (50) — советский военный лётчик, подполковник, дважды Герой Советского Союза
- 1 февраля — Иван Фёдоров (46) — Герой Советского Союза.
- 4 февраля — Александр Раскин (56) — советский писатель — сатирик, сценарист.
- 5 февраля — Григорий Карижский (75) — советский военный деятель, генерал-майор. Герой Советского Союза.
- 6 февраля — Карим Нурбаев (55) — казахский советский партийный и общественный деятель.
- 7 февраля — Александр Плякин (65) — Герой Советского Союза.
- 8 февраля — Фёдор Стебенёв (71) — Герой Советского Союза.
- 11 февраля — Дмитрий Журавлёв — полный кавалер ордена Славы.
- 11 февраля — Сергей Казбинцев (67) — советский военный деятель, генерал-майор.
- 11 февраля — Андрей Стрюков (47) — Герой Советского Союза.
- 11 февраля — Михаил Тихонов (70) — Герой Советского Союза.
- 11 февраля — Гегам Флджян (53) — советский армянский кларнетист, педагог.
- 12 февраля — Фёдор Александров (51) — полный кавалер ордена Славы.
- 12 февраля — Иван Косяк (48) — Герой Советского Союза.
- 13 февраля — Михаил Нарган (46) — Герой Советского Союза.
- 15 февраля — Игнатий Громов (85) — советский государственный и партийный деятель, председатель Исполнительного комитета Бийского окружного Совета (1930).
- 15 февраля — Мариан Коваль (63) — советский композитор, народный артист РСФСР (1969), в 1956—1961 художественный руководитель хора им. Пятницкого.
- 15 февраля — Анатолий Смиранин (78) — российский и советский актёр, режиссёр, народный артист Грузинской ССР (1946).
- 15 февраля — Иван Черевичный (61) — Герой Советского Союза.
- 17 февраля — Леонид Соболев (72) — русский советский писатель.
- 20 февраля — Александр Цфасман (64) — советский пианист, композитор, аранжировщик, дирижёр, руководитель оркестра, публицист и общественный деятель.
- 21 февраля — Тилла Дюрье (90) — австрийская актриса, писательница, мемуаристка.
- 22 февраля — Юрий Дуров (61) — цирковой артист, дрессировщик, клоун, киноактёр, народный артист СССР; отец Натальи Дуровой.
- 24 февраля — Константин Алексеев (56) — Герой Советского Союза.
- 24 февраля — Салман Биктимиров (57) — Герой Советского Союза.
- 25 февраля — Александр Дорофеев (75) — Герой Советского Союза.
- 25 февраля — Георгий Никифоров (64) — советский якутский педагог и учёный.
- 26 февраля — Фернандель (67) — известный комедийный актёр, один из величайших комиков театра и кино Франции и Италии; рак.
- 27 февраля — Овсей Дриз (62) — еврейский советский поэт, писавший на идише.
- 27 февраля — Владимир Швейцер (82) — советский киносценарист, заслуженный деятель искусств Азербайджанской ССР.
- 28 февраля — Гавриил (Огородников) (80) — епископ Русской православной церкви.
- 28 февраля — Владимир Иванов (46) — полный кавалер ордена Славы.
- 28 февраля — Николай Ишутин (65) — Герой Советского Союза.
- 28 февраля — Вячеслав Мочалов — советский общественный и партийный деятель.

## Март
- 1 марта — Сергей Варенцов (69) — советский военачальник, главный маршал артиллерии.
- 1 марта — Изольда Извицкая (38) — советская киноактриса.
- 2 марта — Александр Клейн (66) — артист балета, заслуженный артист РСФСР.
- 3 марта — Дмитрий Куприянов (69) — советский военачальник, генерал-лейтенант. Герой Советского Союза.
- 4 марта — Гайк Андриасян (56) — советский футболист.
- 5 марта — Владимир Бурмейстер (66) — советский балетмейстер. Народный артист СССР.
- 10 марта — Георгий Емельянов (47) — Герой Советского Союза.
- 12 марта — Павел Алфёров (65) — советский государственный и партийный деятель.
- 13 марта — Рокуэлл Кент (88) — американский художник, писатель, общественный деятель.
- 16 марта — Фатих Динеев (47) — полный кавалер ордена Славы.
- 16 марта — Томас Дьюи (68) — 51-й губернатор штата Нью-Йорк (1943—1955) и проигравший кандидат в президенты США от республиканцев на выборах президента США 1944 и 1948 годов.
- 17 марта — Александр Гнусарев (48) — Герой Советского Союза.
- 18 марта — Александр Моисеевский (68) — Герой Советского Союза.
- 18 марта — Кит Альфред Хиндвуд (66) — австралийский бизнесмен и орнитолог-любитель.
- 18 марта — Григорий Чуприна (52) — Герой Советского Союза.
- 21 марта — Перец Бернштейн (80) — сионистский активист, израильский политик, писатель и один из подписавших Декларацию независимости Израиля.
- 22 марта — Григорий Навроцкий (69) — советский военачальник, контр-адмирал.
- 22 марта — Константин Сергейчук (65) — советский государственный деятель, нарком, затем министр связи Советского Союза.
- 23 марта — Симон Вестдейк (72) — нидерландский писатель и поэт.
- 23 марта — Василий Дьяченко (68) — советский экономист.
- 23 марта — Василий Евланов — Герой Советского Союза.
- 23 марта — Пётр Желтухин (54) — Герой Советского Союза.
- 25 марта — Арон Крупп (33) — бард, классик туристского направления авторской песни.
- 26 марта — Валентин Малаховский (77) — советский военачальник, генерал-майор.
- 26 марта — Сергей Чхаидзе (51) — Герой Советского Союза.
- 29 марта — Аветисян, Авет Маркосович (74) — армянский советский актёр, народный артист СССР.
- 29 марта — Михаил Щедрин (72) — советский военачальник, генерал-майор.
- 30 марта — Максим Михайлов (77) — русский и советский певец-бас, народный артист СССР (1940).
- 31 марта — Карп Варфоломеев — Герой Советского Союза.
- 31 марта — Иван Кузнецов (51) — советский военачальник, генерал-майор танковых войск.

## Апрель
- 2 апреля — Амазасп Арутюнян (68) — советский государственный и партийный деятель, чрезвычайный и полномочный посол СССР в Канаде.
- 2 апреля — Гарри Мерквиладзе (48) — советский военачальник, генерал-майор авиации, Герой Советского Союза.
- 3 апреля — Манфред Беннингтон Ли (англ. Manfred Bennington Lee) (66) — американский писатель, создавший вместе с двоюродным братом Фредериком Даннеем (англ. Frederic Dannay) множество детективных произведений под псевдонимом «Эллери Куин».
- 4 апреля — Трофим Коломиец (76) — советский военачальник, генерал-лейтенант.
- 5 апреля — Олег Баканов (53) — капитан теплохода «Оренбург» Дальневосточного морского пароходства, Герой Социалистического Труда.
- 5 апреля — Игнатий Прочко — советский военачальник, генерал-лейтенант.
- 6 апреля — Ерофей Перминов (57) — Герой Советского Союза.
- 6 апреля — Игорь Стравинский (88) — русский композитор, дирижёр и пианист, один из крупнейших представителей мировой музыкальной культуры XX века.
- 7 апреля — Пётр Никифоров (53) — Герой Советского Союза.
- 10 апреля — Алексей Губрий (64) — Герой Советского Союза.
- 10 апреля — Пётр Филоненко (58) — Герой Советского Союза.
- 12 апреля — Серго Закариадзе (63) — грузинский советский актёр, народный артист СССР (1958) (фильмы «Отец солдата» и др.)
- 12 апреля — Игорь Тамм (75) — советский физик, лауреат Нобелевской премии по физике (совместно с Павлом Черенковым и Ильёй Франком, 1958).
- 13 апреля — Алексей Глазырин (48) — советский актёр, заслуженный артист РСФСР.
- 13 апреля — Юхан Смуул (49) — эстонский советский писатель.
- 15 апреля — Вениамин Богоров (66) — советский океанолог, член-корреспондент АН СССР.
- 15 апреля — Алексей Бродович — дизайнер США.
- 15 апреля — Андрей Кудреватов (57) — Герой Советского Союза.
- 15 апреля — Фридеберт Туглас (85) — эстонский прозаик, критик, переводчик, литературо- и искусствовед.
- 16 апреля — Василий Ажогин (46) — Герой Советского Союза.
- 19 апреля — Алексей Лысенко (58) — полный кавалер ордена Славы.
- 18 апреля — Ефим Пермитин (75) — русский советский журналист и писатель.
- 20 апреля — Семён Гольдштаб (64) — советский актёр.
- 20 апреля — Николай Дегтярёв (67) — Герой Советского Союза.
- 20 апреля — Хяккэн Утида (81) — японский поэт и писатель.
- 23 апреля — Пётр Барабанов (72) — Герой Советского Союза.
- 23 апреля — Иван Кондратенко (48) — Герой Советского Союза.
- 25 апреля — Евгений Голант (82) — российский педагог, профессор.
- 26 апреля — Анатолий Тарасов — советский военнослужащий, участник итальянского движения Сопротивления.
- 28 апреля — Николай Харитонов (56) — Герой Советского Союза.
- 29 апреля — Николай Барабашов (77) — советский астроном.
- 29 апреля — Отто Ляш (77) — генерал вермахта.
- 29 апреля — Георгий Морозов (48) — Герой Советского Союза.

## Май
- 2 мая — Константин Коничев (67) — русский советский писатель и журналист, фольклорист.
- 3 мая — Алексей Васильев (53) — полный кавалер ордена Славы.
- 3 мая — Мансур Мирза-Ахмедов (62) — советский узбекский государственный и партийный деятель.
- 5 мая — Александр Чернов (53) — советский композитор, музыковед, педагог.
- 6 мая — Хелена Вайгель (70) — немецкая актриса и театральный администратор, вторая жена Бертольта Брехта.
- 6 мая — Вячеслав Забалуев (64) — Герой Советского Союза.
- 7 мая — Владимир Бальмонт (70) — советский учёный-селекционер, лауреат Сталинской премии.
- 7 мая — Саякбай Каралаев — советский киргизский поэт и манасчы.
- 7 мая — Евграф Чекин (66) — Герой Советского Союза
- 9 мая — Сергей Сивикьян (46) — полный кавалер ордена Славы.
- 10 мая — Александр Рябов (44) — Герой Советского Союза.
- 10 мая — Фаина Шевченко (78) — русская и советская актриса театра и кино, народная артистка СССР.
- 11 мая — Григорий Петников (77) — русский поэт, переводчик.
- 14 мая — Евгений Яковлев (51) — Герой Советского Союза.
- 16 мая — Григорий-Пётр Агаджанян (75) — армянский куриальный кардинал.
- 16 мая — Кольер Кадмор (85) — австралийский политик и адвокат, гребец от Великобритании, чемпион летних Олимпийских игр 1908 года.
- 16 мая — Иван Макаренко (63) — полный кавалер ордена Славы.
- 16 мая — Николай Наринян (65) — Герой Социалистического Труда.
- 16 мая — Павел Черненок (50) — Герой Советского Союза.
- 17 мая — Пал Гомбас (61) — венгерский физик-теоретик, педагог, профессор, редактор.
- 18 мая — Павел Зарецкий (73) — Герой Советского Союза.
- 19 мая — Огден Нэш (68) — американский поэт-сатирик.
- 19 мая — Николай Плысюк (57) — Герой Советского Союза.
- 20 мая — Ардальон Баранов (49) — Герой Советского Союза.
- 20 мая — Иосиф Погребысский — советский математик, историк науки, шахматист.
- 22 мая — Иван Пятыхин (66) — Герой Советского Союза.
- 23 мая — Николай Мороз (46) — Герой Советского Союза.
- 23 мая — Евгений Цыганов (49) — Герой Советского Союза.
- 24 мая — Михаил Декерменджи (49) — советский украинский скульптор-монументалист.
- 25 мая — Иван Кириенко — русский военачальник, генерал-майор, георгиевский кавалер, один из основателей Добровольческой армии, создатель и первый командир Георгиевского полка (род. в 1881).
- 27 мая — Ольга Иордан — российская артистка балета и педагог.
- 27 мая — Чипс Рафферти (62) — австралийский актёр кино и телевидения.

## Июнь
- 1 июня — Иван Варенников (69) — советский военачальник, генерал-лейтенант.
- 1 июня — Александр Шипов (55) — Герой Советского Союза.
- 2 июня — Дмитрий Шмонин (45) — Герой Советского Союза.
- 4 июня — Борис Спивак (46) — советский украинский историк.
- 5 июня — Клэр Деннис (55) — австралийская пловчиха, чемпион Олимпийских игр 1932 года.
- 5 июня — Рудольф Крейцумс (71) — латвийский и советский театральный актёр.
- 6 июня — Сергей Денисов (61) — дважды Герой Советского Союза, генерал-лейтенант.
- 6 июня — Захар Шумаков (71) — Герой Советского Союза.
- 11 июня — Павел Рындин — Герой Советского Союза.
- 12 июня — Натан Акерман (62) — американский психиатр и психотерапевт.
- 13 июня — Сергей Волков (81) — краевед, писатель, педагог.
- 13 июня — Александр Касименко — советский украинский учёный, историк.
- 13 июня — Сергей Притыцкий (58) — государственный и политический деятель Белорусской ССР.
- 14 июня — Алексей Сорокин (48) — Герой Советского Союза.
- 15 июня — Фуад Абдурахманов (56) — советский азербайджанский скульптор–монументалист.
- 15 июня — Василий Парин (68) — советский физиолог, академик АН СССР.
- 16 июня — Николай Пальгунов (72) — советский государственный деятель, журналист, дипломат; генеральный директор ТАСС.
- 16 июня — Михайло Сорока (60) — украинский националист.
- 17 июня — Паруйр Севак (47) — советский армянский поэт и литературовед.
- 18 июня — Зиновий Алексеев (71) — советский военачальник, генерал-майор.
- 18 июня — Владимир Воронченко (62) — советский военачальник, генерал-майор танковых войск.
- 19 июня — Дмитрий Павлов (63) — Герой Советского Союза.
- 20 июня — Муслим Гайрбеков (60) — советский государственный и партийный деятель, председатель Совета министров Чечено-Ингушской АССР (1958—1971).
- 20 июня — Лаврентий Масоха (61) — советский актёр театра и кино.
- 21 июня — Алексей Исаев (62) — советский инженер-двигателист.
- 25 июня — Фёдор Борисов (79) — советский военачальник, генерал-майор.
- 25 июня — Алексей Чупин (58) — Герой Советского Союза.
- 26 июня — Сергей Дунаев (68) — Герой Советского Союза.
- 27 июня — Павел Копнин (49) — советский российский и украинский философ.
- 28 июня — Антанас Венцлова (65) — советский литовский поэт, прозаик, критик, переводчик, государственный деятель.
- 29 июня — Аркадий Вовси (71) — актёр, народный артист РСФСР.
- 29 июня — Владимир Филатов (47) — полный кавалер ордена Славы.
- 30 июня — Космонавты, погибшие при разгерметизации спускаемого аппарата при посадке космического корабля «Союз-11»:
  - Георгий Добровольский (43) — командир космического корабля «Союз-11» и орбитальной космической станции «Салют-1».
  - Владислав Волков (35) — бортинженер космического корабля «Союз-11» и орбитальной космической станции «Салют-1».
  - Виктор Пацаев (38) — инженер-исследователь космического корабля «Союз-11» и орбитальной космической станции «Салют-1».
- 30 июня — Павел Тагер (67) — советский изобретатель в области звукового кино, учёный, преподаватель, профессор.

## Июль
- 1 июля — Уильям Лоренс Брэгг (81) — австралийский физик, лауреат Нобелевской премии по физике.
- 1 июля — Николай Лисунов (51) — Герой Советского Союза.
- 2 июля — Владимир Кобликов (66) — русский инженер, генерал-полковник инженерно-технической службы Советской Армии.
- 3 июля — Джим Моррисон (27) — американский поэт, рок-музыкант, лидер группы «The Doors».
- 3 июля — Дмитрий Штельмах (68) — Герой Советского Союза.
- 4 июля — Владимир Парвель (62) — советский кинооператор, кинорежиссёр и сценарист.
- 5 июля — Мухаммеджан Касымов (64) — советский таджикский актёр театра и кино, театральный режиссёр, народный артист СССР.
- 6 июля — Луи Армстронг (69) — американский джазовый музыкант–трубач, вокалист и руководитель ансамбля.
- 6 июля — Геннадий Фиш (68) — русский советский писатель, переводчик, киносценарист.
- 7 июля — Владимир Назаренко — Герой Советского Союза.
- 7 июля — Андрей Петриков (63) — Герой Советского Союза.
- 9 июля — Фома Требин (66) — советский государственный деятель, инженер, учёный, дипломат.
- 10 июля — Сэмюэл Бронфман (82) — канадский бизнесмен, миллиардер, меценат.
- 13 июля — Максим Бочаров (55) — Герой Советского Союза.
- 16 июля — Виктор Михайлов (47) — полный кавалер ордена Славы.
- 17 июля — Владимир Мочалов (50) — Герой Советского Союза.
- 21 июля — Михаил Евтеев (50) — Герой Советского Союза.
- 22 июля — Пётр Бочин (51) — Герой Советского Союза.
- 22 июля — Роман Машков (48) — Герой Советского Союза.
- 22 июля — Игорь Скулков (58) — советский партийный и государственный деятель.
- 28 июля — Василий Яковлев (70) — Герой Советского Союза.
- 31 июля — Михаил Безух (57) — Герой Советского Союза.
- 31 июля — Самсон Флексор (63) — французский и бразильский художник, основоположник бразильского абстракционизма.

## Август
- 1 августа — Гавриил Алексеенко (59), полный кавалер ордена Славы.
- 1 августа — Борис Благовидов (51),  советский композитор и музыкальный педагог.
- 1 августа — Алёна Егорова (66), советская актриса, заслуженная артистка РСФСР.
- 3 августа — Георгий Бабакин (56), советский инженер, конструктор космической техники СССР, Герой Социалистического Труда, лауреат Ленинской премии.
- 3 августа — Юрий Файер (81) советский дирижёр.
- 3 августа — Янка Мавр (88), белорусский советский писатель.
- 7 августа — Уильям Белл (68), американский тубист и педагог.
- 11 августа — Владимир Андреев (75), советский военачальник, генерал-майор.
- 11 августа — Иван Букаев (70), Герой Советского Союза.
- 11 августа — Джон Бертон Клиленд (93), австралийский миколог, орнитолог и микробиолог.
- 11 августа — Владимир Лисицын (32), советский футболист, вратарь.
- 12 августа — Арсентий Козлов (52), Герой Советского Союза.
- 16 августа — Ясон Герсамия, писатель-сатирик, журналист.
- 16 августа — Василий Пестов (82), лётчик, участник Первой мировой и Гражданской войны (на стороне белогвардейцев).
- 20 августа — Арам Ванециан (70), советский график и живописец.
- 21 августа — Клавс Лоренц (85) государственный и общественный деятель Латвии.
- 22 августа — Иван Мелёхин (51), полный кавалер ордена Славы.
- 22 августа — Александр Письменный (61) русский советский писатель.
- 23 августа — Константин Маношин (54), Герой Советского Союза.
- 27 августа — Дмитрий Задуров (60), советский педагог. Заслуженный учитель школы РСФСР.
- 28 августа — Виктор Новиков (59), советский футболист, футбольный тренер, заслуженный мастер спорта СССР.
- 30 августа — Василий Власов, Герой Советского Союза.
- 30 августа — Стефан Данильченко, советский военачальник, генерал-майор.
- 31 августа — Григорий Свободин (88), русский советский театральный актёр и режиссёр.
- 31 августа — Иван Сизинцев (59), Герой Советского Союза.

## Сентябрь
- 1 сентября — Михаил Покотило (65) — советский украинский актёр театра и кино, театральный режиссёр.
- 1 сентября — Серж Фотинский (84) — французский художник, пейзажист, портретист, график.
- 6 сентября — Виктор Голосов (64) — советский философ.
- 6 сентября — Иннокентий (Леоферов) (80) — епископ Русской православной церкви, архиепископ Тверской и Кашинский.
- 7 сентября — Александр Ткачук (75) — Герой Советского Союза.
- 7 сентября — Иван Якименко (68) — Герой Советского Союза.
- 9 сентября:
  - Владимир Марцинковский (87), христианский мыслитель, публицист, богослов и общественный деятель;
  - Пётр Сибиркин (48) — Герой Советского Союза.
- 11 сентября — Никита Хрущёв (77) — Первый секретарь ЦК КПСС и председатель Совета Министров СССР в 1953—1964 годах, разоблачитель культа личности Сталина.
- 13 сентября — Антон Алешка (58) — советский белорусский писатель.
- 16 сентября — Лев Корчебоков (64) — советский футболист, хоккеист и теннисист, футбольный тренер.
- 16 сентября — Василий Стрельцов (48) — Герой Советского Союза.
- 16 сентября — Пётр Чечулин (74) — советский военачальник и учёный в области артиллерии.
- 17 сентября — Валентин Карпов (56) — советский художник, работавший в жанрах живописи и графики.
- 18 сентября — Александр Прокофьев (70) — русский советский поэт, Герой Социалистического Труда.
- 19 сентября — Борис Коробков (71) — советский военачальник, генерал-полковник.
- 20 сентября — Йоргос Сеферис (84) — греческий поэт, лауреат Нобелевской премии по литературе 1963 года.
- 21 сентября — Лев Гертман (61) — горный инженер — директор I ранга, профессор Ташкентского политехнического института.
- 24 сентября — Георгий Гинс (84) — российский учёный-юрист, политический деятель.
- 25 сентября — Александр Квасников (79) — российский учёный в области космических и авиационных двигателей.
- 27 сентября — Николай Носков (49) — Герой Советского Союза.
- 28 сентября — Василий Бутусов (79) — советский российский футболист, нападающий.
- 29 сентября — Яков Барсуков (66) — один из руководителей партизанского движения на территории Витебской области в годы Великой Отечественной войны.

## Октябрь
- 1 октября — Залман Вендров (94) — советский еврейский писатель, писал на идише.
- 1 октября — Магуба Сыртланова (59) — Герой Советского Союза.
- 2 октября — Сергий (Охотенко) (81) — епископ и предстоятель неканонической Белорусской автокефальной православной церкви.
- 2 октября — Павел Шпрингфельд (59) — советский актёр театра и кино, заслуженный артист РСФСР.
- 4 октября — Александр Едемский (48) — Герой Советского Союза.
- 5 октября — Пётр Галаджев (70) — советский актёр, заслуженный художник РСФСР.
- 5 октября — Зинаида Зорич (79) — советская актриса, народная артистка РСФСР.
- 5 октября — Михаил Кучерявенко (67) — советский военачальник, генерал-майор, Герой Советского Союза.
- 8 октября — Николай Осликовский (71) — советский военачальник, гвардии генерал-лейтенант, Герой Советского Союза.
- 10 октября — Фёдор Сурков (57) — Герой Советского Союза.
- 11 октября — Валентинас Густайнис (102) — советский литовский критик, публицист, политический и общественный деятель.
- 11 октября — Фёдор Чегодаев (66) — Герой Советского Союза.
- 12 октября — Алексей Аскаров (70) — Герой Советского Союза.
- 12 октября — Джин Винсент (36) — звезда американского рокабилли середины 50-х годов, один из пионеров рок-н-ролла, вошедший в историю с хитом «Be Bop A Lula» (1956).
- 12 октября — Илья Мешаков (47) — Герой Советского Союза.
- 13 октября — Александр Данковцев (58) — советский государственный и партийный деятель, 1-й секретарь областного комитета КПСС Хакасской автономной области (1961—1971).
- 13 октября — Василий Зверев (48) — Герой Советского Союза.
- 14 октября — Василий Синицын (52) — Герой Советского Союза.
- 15 октября — Сергей Тихенко (75) — советский украинский учёный-криминалист, доктор юридических наук.
- 15 октября — Йонас Швядас (63) — советский литовский композитор, хоровой дирижёр и музыкальный педагог, народный артист СССР.
- 17 октября — Сергей Кавтарадзе (86) — активный участник революционного движения в Грузии и России, государственный деятель.
- 19 октября — Георгий Кариофилли — советский военачальник, генерал-полковник артиллерии.
- 19 октября — Алио Мирцхулава (псевдоним Машашвили, 68) — советский грузинский поэт, зачинатель грузинской комсомольской поэзии (поэма «Руставская симфония»).
- 19 октября — Мария Федоричева (76) — советская художница, живописец.
- 20 октября — Николай Басистый (73) — советский военачальник, адмирал.
- 20 октября — Михаил Бонгард (46) — советский кибернетик, основатель научной школы.
- 20 октября — Штьефен Курти (72) — албанский католический священник и общественный деятель.
- 20 октября — Фёдор Черников (51) — Герой Советского Союза.
- 23 октября — Василий Исаев (55) — Герой Советского Союза.
- 23 октября — Михаил Марчук (64) — Герой Советского Союза.
- 24 октября — Владимир Волковский (49) — Герой Советского Союза.
- 24 октября — Владимир Есебуа — Герой Советского Союза.
- 24 октября — Масхуд Схакумидов (55) — Герой Советского Союза.
- 25 октября — Михаил Янгель (59) — советский конструктор ракетно-космической техники, дважды Герой Социалистического Труда.
- 26 октября — Михаил Шапиро (63) — советский кинорежиссёр, сценарист.
- 27 октября — Николай Васильев (71) — Герой Советского Союза.
- 30 октября — Ольга Преображенская (90) — русская советская актриса театра и кино, кинорежиссёр и педагог.
- 30 октября — Андрей Тутышкин (61) — советский актёр, режиссёр, заслуженный артист РСФСР (по другим данным, умер 1 декабря).

## Ноябрь
- 1 ноября — Моисей Вульф — психиатр, психоаналитик, доктор медицины, один из классиков психоанализа в России и Израиле.
- 1 ноября — Николай Курдов (75) — Герой Советского Союза.
- 1 ноября — Михаил Ромм (70) — советский кинорежиссёр, сценарист, педагог, публицист, народный артист СССР, лауреат пяти Сталинских премий.
- 2 ноября — Николай Зайцев (59) — Герой Советского Союза.
- 3 ноября — Григорий Бей-Биенко (68) — советский зоолог, энтомолог.
- 6 ноября — Дмитрий Петров (50) — полный кавалер ордена Славы.
- 6 ноября — Юрий Пырков (48) — Герой Советского Союза.
- 7 ноября — Николай Чикуров (63) — Герой Советского Союза.
- 8 ноября — Александр Коваленков (60) — русский советский поэт-песенник и прозаик.
- 9 ноября — Раиса Азарх (74) — советский медик, писательница, очеркист, мемуаристка.
- 11 ноября — Борис (Холчев) (76) — архимандрит Русской православной церкви.
- 12 ноября — Владимир Шор (53) — советский российский переводчик.
- 14 ноября — Махмуд Саламов (62) — советский и азербайджанский специалист в области нефтяного и газового бурения.
- 14 ноября — Нектариос Чаргейшвили (34) — российский и грузинский композитор и философ.
- 15 ноября — Рудольф Абель (68) — советский разведчик-нелегал, полковник.
- 16 ноября — Михаил Грехов (70) — Герой Советского Союза.
- 17 ноября — Фаня Маринофф — американская актриса театра и кино.
- 18 ноября — Владимир Вострухов (76) — советский военачальник, генерал-полковник.
- 18 ноября — Фёдор Козлов (52) — Герой Советского Союза.
- 18 ноября — Фёдор Озеров (72) — советский военачальник, генерал-лейтенант.
- 18 ноября — Михаил Серов (66) — Герой Советского Союза.
- 20 ноября — Борис Лев (60) — Герой Советского Союза.
- 24 ноября — Михаил Роменский (85) — советский украинский оперный певец.
- 24 ноября — Сергей Тюремнов (66) — советский специалист по торфу.
- 26 ноября — Иван Москаленко (56) — Герой Советского Союза.
- 27 ноября — Ян Бжоза (70) — польский писатель, журналист и автор радиопередач.
- 27 ноября — Евсей Голдовский (68) — советский российский ученый, один из крупнейших изобретателей отечественной кинотехники.
- 27 ноября — Пётр Литвиненко (67) — Герой Советского Союза.
- 30 ноября — Владимир Корбан (61) — белорусский советский баснописец, сатирик, переводчик.
- 30 ноября — Алексей Тараканов (59) — Герой Советского Союза.

## Декабрь
- 2 декабря — Сергей Козачек (74) — советский военачальник, генерал-лейтенант.
- 4 декабря — Рональд Найхолм (54) — химик, один из создателей теории отталкивания электронных пар.
- 5 декабря — Андрей Андреев (76) — советский политический деятель, народный комиссар — министр земледелия СССР в 1943—1946 годах.
- 5 декабря — Михаил Асеев (52) — полный кавалер ордена Славы.
- 5 декабря — Гайто Газданов (67) — русский писатель-эмигрант.
- 6 декабря — Матильда Кшесинская (99) — русская балерина.
- 6 декабря — Дмитрий Федорин (58) — Герой Советского Союза.
- 8 декабря — Эрнст Кренкель (67) — Герой Советского Союза, известный советский полярник, радист советской дрейфующей станции «Северный полюс-1».
- 9 декабря — Ральф Банч (67) — американский дипломат и правозащитник, лауреат Нобелевской премии мира 1950 года, первый темнокожий Нобелевский лауреат.
- 9 декабря — Всеволод Иванов (83) — русский советский писатель, автор исторических повестей.
- 9 декабря — Сергей Конёнков (97) — знаменитый русский советский художник и скульптор.
- 11 декабря — Алексей Ефимов (75) — советский учёный-американист и историк-педагог.
- 11 декабря — Юсиф Садыхов — Герой Советского Союза.
- 12 декабря — Иван Соловьёв — Герой Советского Союза.
- 12 декабря — Давид Сарнов — американский связист и бизнесмен белорусского происхождения, один из основателей радио и телевещания в США.
- 13 декабря — Александр Ткаченко (58) — Герой Советского Союза.
- 15 декабря — Павел Самохин (59) — Герой Советского Союза.
- 15 декабря — Фёдор Тургенев (59) — Герой Советского Союза.
- 17 декабря — Илья Кремлёв (74) — русский советский прозаик, драматург.
- 18 декабря — Александр Твардовский (61) — русский писатель и поэт, главный редактор журнала «Новый мир» в 1950 — 1954 и 1958 — 1970 годах, лауреат Ленинской, Государственной и трёх Сталинских премий.
- 19 декабря — Елена Иванова-Эберлинг (66) — советская художница, живописец.
- 20 декабря — Рахим Ибрагимов (67) — советский политический деятель, председатель Президиума Верховного Совета Башкирской АССР (1938—1948).
- 21 декабря — Василий Ершов (51) — Герой Советского Союза.
- 21 декабря — Амасий Мартиросян (74) — советский армянский кинорежиссёр и актёр.
- 22 декабря — Семён Сухин (66) — Герой Советского Союза.
- 25 декабря — Григорий Баздырёв (64) — Герой Советского Союза.
- 26 декабря — Рашид Мамедбеков (44) — советский азербайджанский и советский борец вольного стиля.
- 26 декабря — Алексей Шуба (59) — врач, Герой Социалистического Труда.
- 27 декабря — Иван Важеркин (53) — Герой Советского Союза.
- 31 декабря — Никита Александров (66) — Герой Советского Союза.
- 31 декабря — Борис Долгих (67) — выдающийся советский этнограф.
- 31 декабря — Венедикт Платонов (62) — Герой Советского Союза.